# Eupatorium purpureum
La eupatoria púrpura, Eupatorium purpureum, es una planta herbácea de la familia Asteraceae natural de Norteamérica, donde crece en pantanos o lugares húmedos.
Algunos autores lo consideran un sinónimo de Eutrochium purpureum.

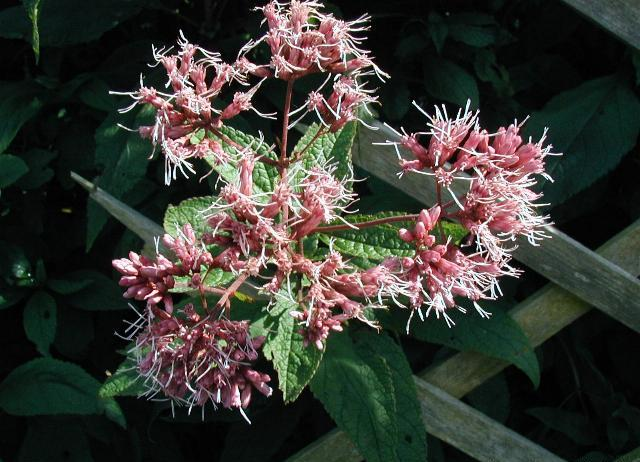
Flores y hojas de Eupatorium purpureum

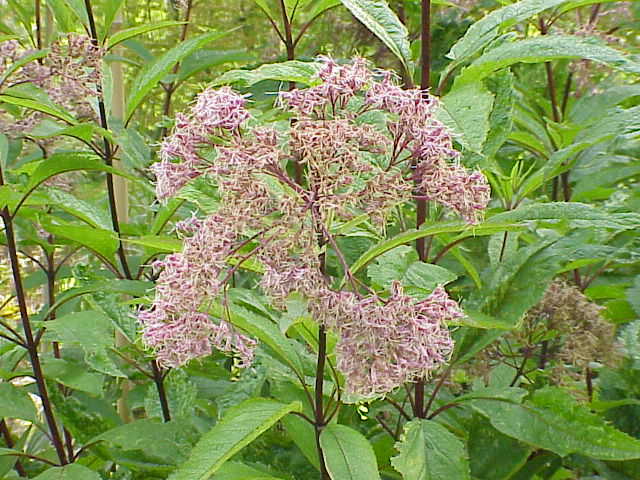
Inflorescencia

## Descripción
E. purpureum es una planta que alcanza entre 1,5 y 2,4 metros de altura y alrededor de 1,2 metros  de ancho.  Las plantas se encuentran en sol o sombra en la parte que retenga la humedad en los suelos húmedos. Los tallos son erguidos, gruesos, redondos, y morados, con verticilos de hojas en cada nodo. Cuando la planta comienza a florecer se curva descendente bajo el peso de las flores. Las hojas crecen hasta 30 cm  de largo y tienen una textura un poco arrugada. Las flores de colores púrpura se producen en corimbos. Las plantas florecen de mediados a fines de verano y atraen una gran cantidad de insectos que se alimentan del néctar de las flores.  Esta especie hibrida fácilmente con otras especies de Eutrochium y donde estas especies  se solapan las plantas resultantes pueden ser difíciles de atribuir a un determinado taxón.

## Propiedades
- Se utiliza como tónico digestivo y diurético, siendo sus efectos menos potentes que el de la eupatoria.

## Taxonomía
Eupatorium purpureum fue descrita por  Carlos Linneo  y publicado en Species Plantarum 2: 838. 1753.
Etimología
Eupatorium: nombre genérico que viene del griego y significa "de padre noble". Cuyo nombre se refiere a Mitrídates el Grande, que era el rey del Ponto en el siglo I a. C. y a quien se le atribuye el primer uso de la medicina. De hecho, las especies de este género, a lo largo del tiempo, han tomado diversas denominaciones vulgares referidas sobre todo a la medicina popular, esto sirve para resaltar las propiedades de Eupatoria, aunque actualmente este uso se ha reducido algo debido a algunas sustancias hepatotóxicas presentes en estas plantas.
purpureum: epíteto latíno que significa "de color púrpura".
Sinonimia
Var. purpureum
Cunigunda purpurea (L.) Lundell
Eupatoriadelphus purpureus (L.) R.M.King & H.Rob. 
Eupatorium amoenum Pursh
Eupatorium falcatum Michx.
Eupatorium fuscorubrum Walt.
Eupatorium harnedii E.S.Steele ex Harned
Eupatorium maculatum var. amoenum (Pursh) Britton
Eupatorium trifoliatum L.
Eupatorium trifoliatum Lucé
Eupatorium trifoliatum var. amoenum Farw.
var. holzingeri (Rydb.) E.E.Lamont
Eupatorium holzingeri Rydb.
Eupatorium purpureum var. holzingeri (Rydb.) E.E.Lamont 